# Mark Dacey
Mark Dacey (ur. 22 czerwca 1966 w Saskatoon) – kanadyjski curler, mistrz Kanady z 2004. Obecnie jest kapitanem drużyny z Mayflower Curling Club.

## Życiorys
Dacey rozpoczął grę w curling w 1977. Był trzecim w zespole Brada Heidta z Kerrobert Curling Club, w 1995 zespół triumfował w Pool Tankard Champions i reprezentował Saskatchewan na Labatt Brier 1995. Rundę grupową zespół zakończył na 2. miejscu, w górnym meczu Page play-off pokonał 6:5 Manitobę (Kerry Burtnyk). W finale ponownie rywalizowały ze sobą te same drużyny, tym razem lepsza była Manitoba, która wygrała 10:8. W tym samym roku jako drugi w zespole Granta McGratha triumfował w prowincjonalnej rywalizacji mikstów.
Po przeprowadzce do Nowej Szkocji Dacey pięciokrotnie zwyciężał mistrzostwa prowincji. Po raz pierwszy dokonał tego w 2001, na Nokia Brier zespół pod jego przywództwem z bilansem 6 wygranych i 5 porażek uplasował się na 5. pozycji. Dwa lata później w Nokia Brier 2003 reprezentacja Nowej Szkocji awansowała do fazy finałowej. W pierwszym meczu pokonała 6:4 Nowy Brunszwik (Russ Howard) oraz w półfinale 9:6 Kolumbię Brytyjską. W meczu finałowym wynikiem 8:4 lepsi byli obrońcy tytułu mistrzowskiego, reprezentanci Alberty (Randy Ferbey).
W 2004 ponownie znalazł się w najlepszej czwórce mistrzostw Kanady. W 1. meczu play-off uległ 6:10 zespołowi Randy’ego Ferbeya, jednakże po wygranym półfinale przeciwko Kolumbii Brytyjskiej (Jay Peachey) oba zespoły zmierzyły się ponownie w finale. Ostatni mecz turnieju miał nieoczekiwany przebieg, po 7. endzie Alberta wygrywała 8:4. Jednakże pod koniec meczu przeciwnicy Nowej Szkocji zaczęli popełniać błędy, co Dacey wykorzystał wygrywając 8. end za trzy kamienie. W 9. partii zmusił rywala do wygrania za jeden i w ostatnim endzie posiadając przywilej ostatniego kamienia ponownie zdobył trzy punkty. Finał zakończył się wynikiem 10:9 dla Nowej Szkocji. Dacey przełamał dobrą passę Ferbeya, który miał możliwość zdobycia czwartego tytułu mistrzowskiego z rzędu. Dodatkowo był to pierwszy złoty medal dla prowincji od 1951, kiedy triumfował Don Oyler.
Kanadyjczycy jako jedyna drużyna nie odniosła porażki w Round Robin Mistrzostw Świata 2004. W półfinale drużyna Klonowego Liścia uległa jednak 6:9 Niemcom (Sebastian Stock). Ostatecznie Kanadyjczycy uplasowali się na najniższym stopniu podium, wygrywając 9:3 mecz o 3. miejsce przeciwko Norwegii (Pål Trulsen).
Zespół Daceya przegrał finał rozgrywek prowincjonalnych na rzecz Shawna Adamsa, wobec tego nie mógł bronić złotych medali na Mistrzostwach Kanady 2005. Do rozgrywek krajowych powrócił w 2006, ponownie kwalifikując się do fazy finałowej. W dolnym meczu play-off pokonał Albertę (Kevin Martin) 6:5, turniej zakończył na 3. miejscu przegrywając 6:7 półfinał przeciwko Quebecowi (Jean-Michel Ménard).
W kwietniu 2007 Mark Dacey ogłosił, że bierze rok przerwy od curlingu. Do jego drużyny jako skip dołączył Scott Saunders, mąż Colleen Jones. W 2008 ekipa ta uplasowała się na 3. miejscu Keith’s Tankard. Rok później Dacey wrócił do gry i wystąpił na Tim Hortons Brier 2009. Wygrywając jedynie 2 z 11 meczów jego drużyna uplasowała się na 10. miejscu.
Również w Nowej Szkocji Mark Dacey rywalizuje w konkurencji mikstów. Jego drużyna po prowincjonalne tytuły mistrzowskie sięgała pięć razy (2000, 2001, 2002, 2008, 2009). Na arenie krajowej triumfował w turniejach z lata 2002 i 2010. W 2010 wraz z żoną, Heather Smith-Dacey, miał reprezentować Kanadę na Mistrzostwach Świata Par Mieszanych. Jednakże w rezultacie paraliżu lotniczego wywołanego przez erupcję Eyjafjallajökull Kanadyjczycy nie mogli dostać się do Czelabińska i zrezygnowali z udziału w turnieju.

## Canadian Team Ranking System
Pozycje drużyny Daceya w rankingu CTRS:
- 2012/2013 – 17.
- 2011/2012 – 83.
- 2010/2011 – nieklasyfikowany
- 2009/2010 – 84.
- 2008/2009 – 75.
- 2006/2007 – 54.
- 2005/2006 – 8.

## Drużyna
|           | Czwarty    | Trzeci          | Drugi           | Otwierający   |
| --------- | ---------- | --------------- | --------------- | ------------- |
| od 2013   | Mark Dacey | Stuart Thompson | Steve Burgess   | Andrew Gibson |
| 2012/2013 | Mark Dacey | Tom Sullivan    | Steve Burgess   | Andrew Gibson |
| 2011/2012 | Mark Dacey | Tom Sullivan    | Andrew Gibson   | Travis Colter |
| 2010/2011 | Mark Dacey | Tom Sullivan    | Lee Buott       | Travis Colter |
| 2009/2010 | Mark Dacey | Tom Sullivan    | Andrew Gibson   | Bruce Lohnes  |
| 2002/2006 | Mark Dacey | Bruce Lohnes    | Rob Harris      | Andrew Gibson |
| 2000/2001 | Mark Dacey | Paul Flemming   | Blaine Iskew    | Tom Fetterly  |
| 1999/2000 | Mark Dacey | Paul Flemming   | Blaine Iskew    | Mathew Harris |
| 1998/1999 | Mark Dacey | Rob Harris      | Mathew Harris   | Alan Cameron  |
| 1996/1997 | Brad Heidt | Mark Dacey      | Tony Korol      | Scott McGrath |
| 1994/1995 | Brad Heidt | Mark Dacey      | Wayne Charteris | Dan Ormsby    |

| Mikst     | Czwarty/-a | Trzeci/-a           | Drugi/-a        | Otwierający/-a  |
| --------- | ---------- | ------------------- | --------------- | --------------- |
| 2008/2009 | Mark Dacey | Heather Smith-Dacey | Andrew Gibson   | Jill Mouzar     |
| 2007/2008 | Mark Dacey | Heather Smith-Dacey | Dave Stephenson | Lisa Stephenson |
| 1999/2002 | Mark Dacey | Heather Smith-Dacey | Rob Harris      | Laine Peters    |